# Stade Filadelfia
 (avril 2025).
Si vous disposez d'ouvrages ou d'articles de référence ou si vous connaissez des sites web de qualité traitant du thème abordé ici, merci de compléter l'article en donnant les références utiles à sa vérifiabilité et en les liant à la section « Notes et références ».
Le stade Filadelfia, de son vrai nom Campo Torino, est un stade de football basé à Turin en Italie.
Il est le stade du Torino de 1926 à 1963.
Délabré et partiellement détruit dans les années 1990, il est réhabilité en 2017.

## Histoire
Le stade est inauguré le 17 octobre 1926 par un match entre le Torino et le Fortitudo Roma. Parmi les 15 000 spectateurs, il y a le prince héritier Humbert II d'Italie et la princesse Maria Adelaide. Avant le match, le stade reçut la bénédiction de l’archevêque de Turin, Monseigneur Gamba. 
Le stade devint par la suite une véritable forteresse imprenable. Le Torino y fut invaincu pendant environ une centaine de matchs. 
À l'issue de la saison 1958, le Torino quitta Filadelfia pour s'installer au Stadio Communale. Le Stadio Communale ne porta guère chance au Torino qui fut rétrogradé en Serie B. Le Torino quitta donc le Communale au bout d'une saison pour revenir à Filadelfia. Le charme opéra à nouveau puisque le Torino remonta en Serie A. Le dernier match qui se déroula à Filadelfia eut lieu le 19 mai 1963 : Torino-Naples pour un résultat nul d'un but partout (but de Bearzot pour les Granata et de Corelli pour Naples). 
Le Torino a continué à s'entraîner au Filadelfia jusqu'en 1989, date à laquelle il a déménagé dans une structure moderne à Orbassano, laissant le terrain d'entraînement à l'équipe de jeunes. L'entretien est cependant abandonné et en quelques années les structures se détériorent. Dans les années 1980, la dégradation a connu une croissance exponentielle, principalement à cause du béton utilisé dans la construction, entraînant un effondrement partiel des tribunes, jusqu'à ne devenir qu'un terrain vague cerné par quelques tribunes en ruines.
Sous la direction du président du club Urbano Cairo, la cérémonie de pose de la première pierre du nouveau stade Filadelfia a eu lieu le 17 octobre 2015. Le projet a été lancé en 2011 dans le but de réaménager complètement le site. Le nouveau Filadelfia devait devenir le nouveau siège du club, accueillir 4 000 spectateurs, deux terrains d'entraînement de l'équipe première, les installations de l'équipe de jeunes et le musée du club. Il a été inauguré le 24 mai 2017.

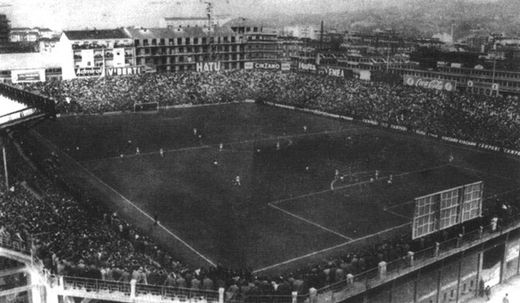
Le stade dans les années 1920.
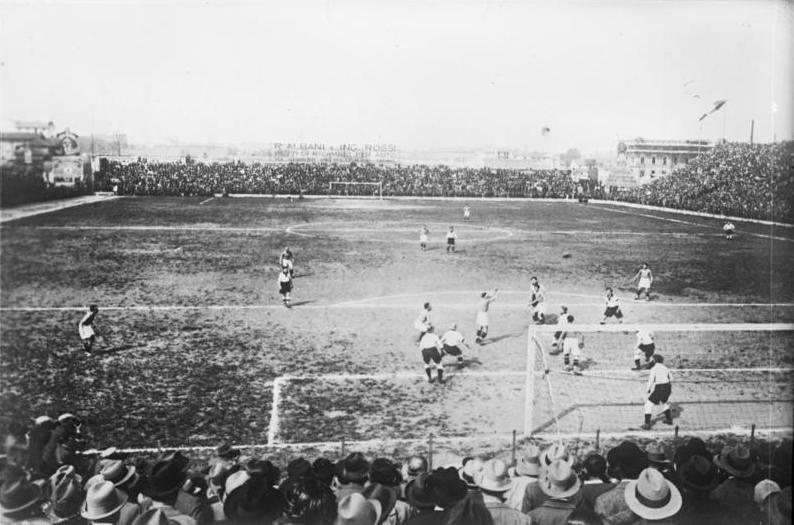
Italie-Allemagne en 1929.
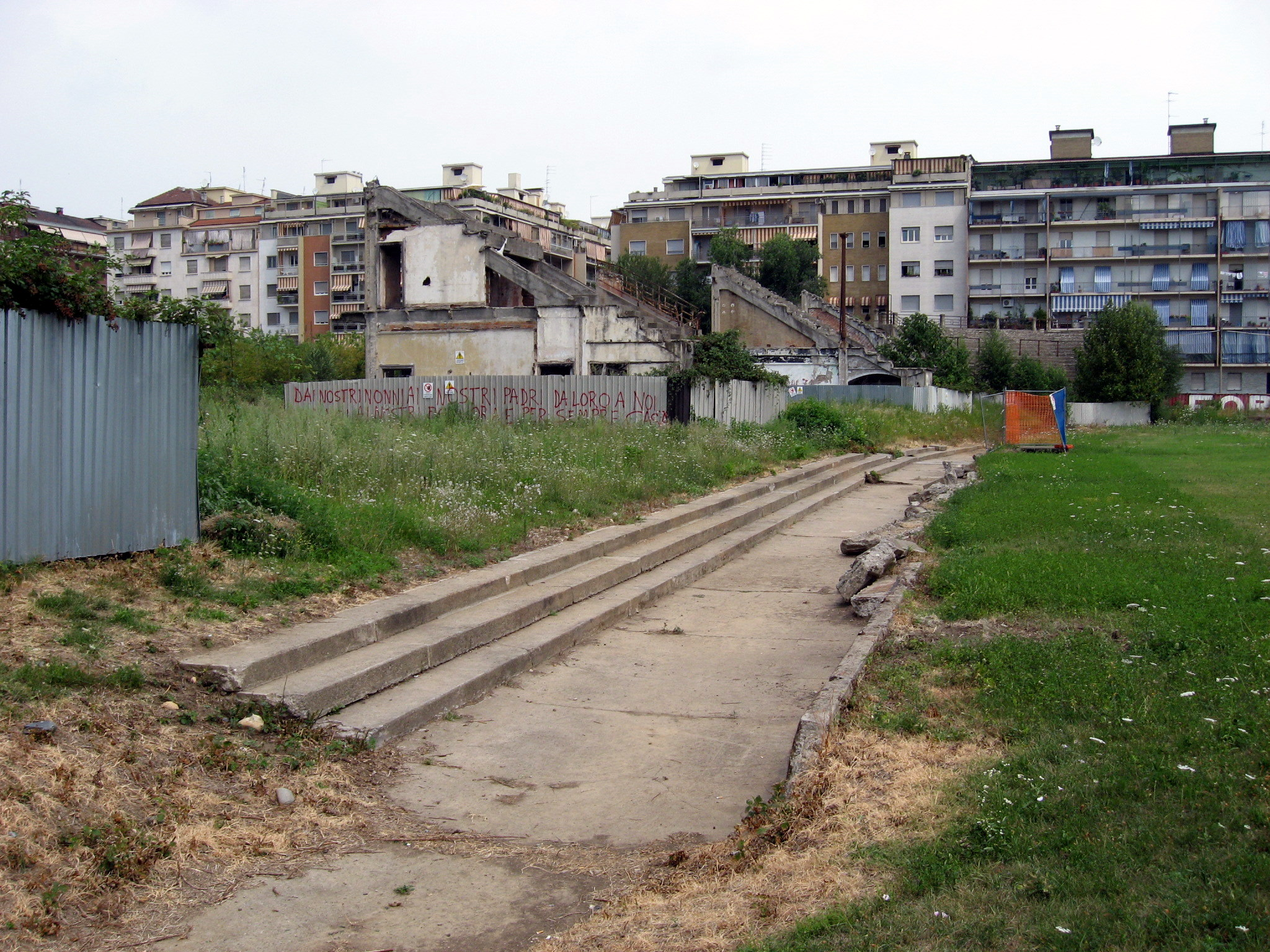
Les ruines du stade en 2009.
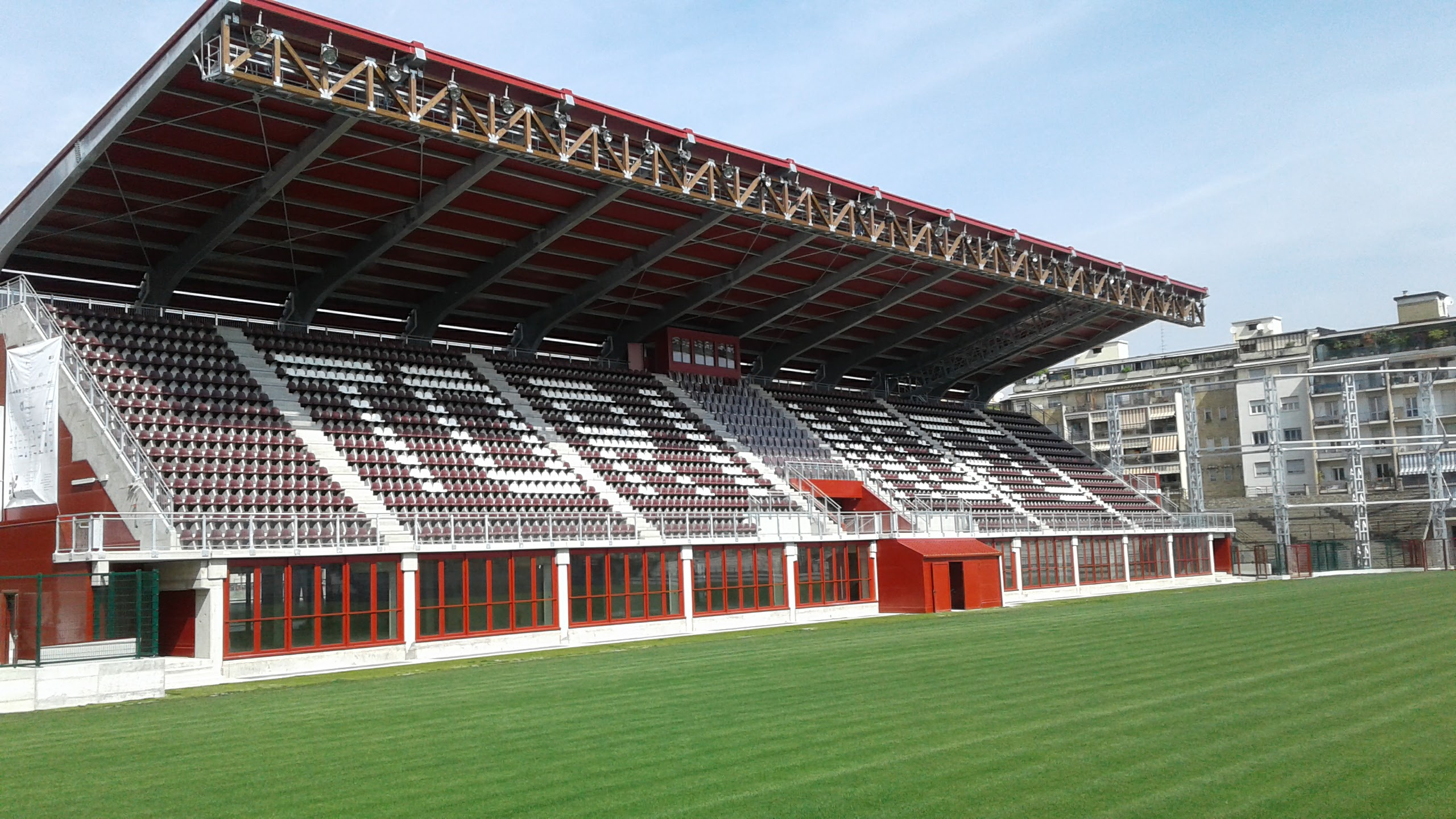
La tribune principale.